# 산트카를레스데라라피타

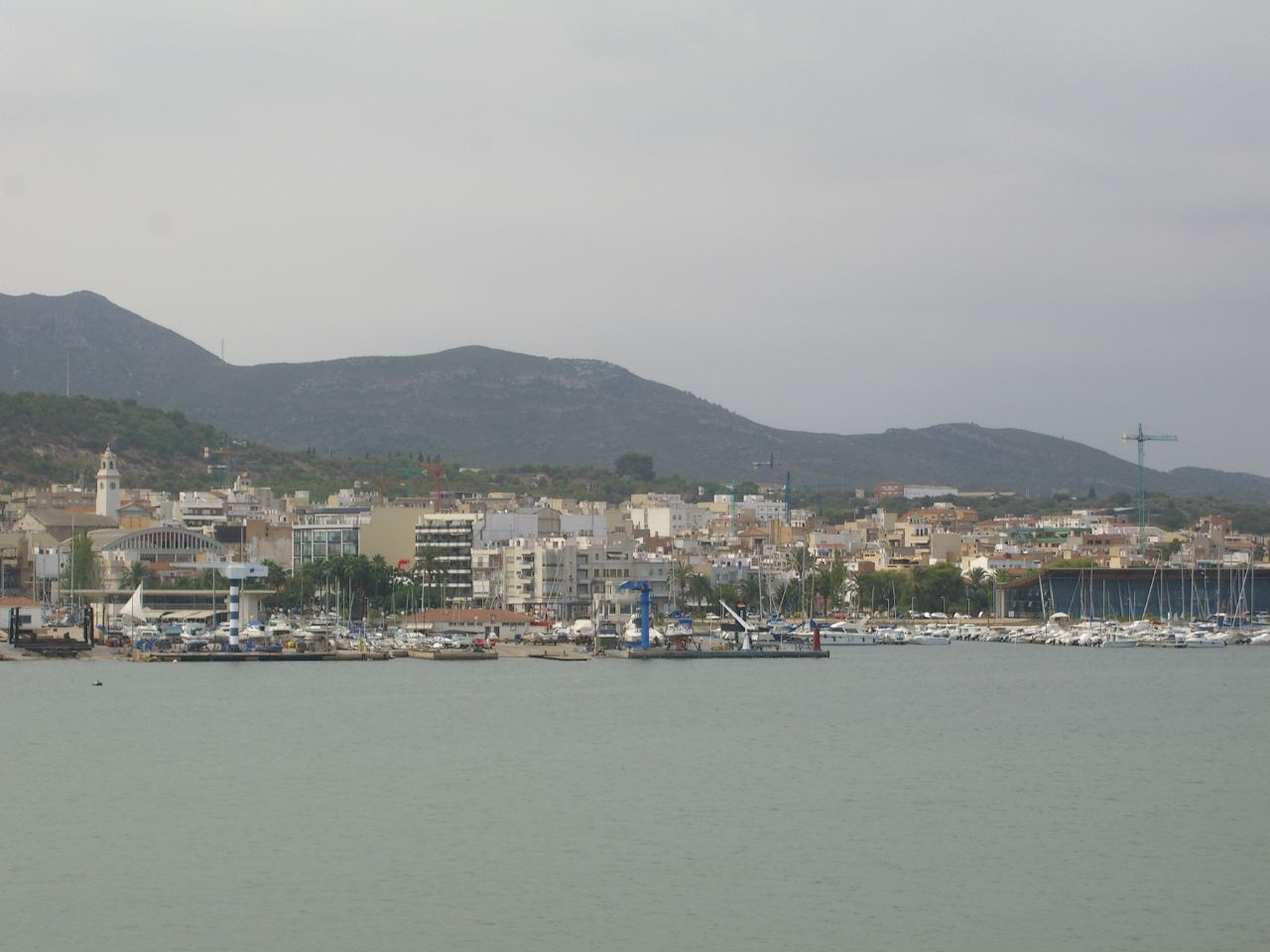
산트카를레스데라라피타

산트카를레스데라라피타(카탈루냐어: Sant Carles de la Ràpita)는 스페인 카탈루냐주 타라고나도의 자치체로, 인구는 15,583명이다.